# 迈克·希思
迈克·希思（英語：Mike Heath，1964年4月9日—），美国男子游泳运动员，主攻自由泳。他曾代表美国参加1984年夏季奥林匹克运动会游泳比赛，获得三枚金牌和一枚银牌。